# Deutscher Bildungspreis

Das Logo der Initiative

Der Deutsche Bildungspreis ist eine Initiative der TÜV SÜD Akademie und den Medienpartnern Haufe und eLearning Journal unter der Schirmherrschaft des Bundesministeriums für Bildung und Forschung. Der Deutsche Bildungspreis zeichnet das interne Bildungs- und Talentmanagement von Unternehmen und Behörden aus. Er wird von  Partnern, Verbänden, Experten und Unternehmen unterstützt.

## Beschreibung
Ziel des Deutschen Bildungspreises ist es, die betriebliche Bildungs- und Talentförderung neben der schulischen und universitären Bildung in der öffentlichen Wahrnehmung zu stärken und optimale Rahmenbedingungen zur Vernetzung der einzelnen Bildungsbereiche zu schaffen. Mit dem Deutschen Bildungspreis werden Unternehmen und Institutionen ausgezeichnet, die die Weiterbildung und Entwicklung ihrer Mitarbeiter durch ein strategisches Bildungs- und Talentmanagement fördern.
Der Deutsche Bildungspreis wurde bislang fünf Mal vergeben: 2013 in Stuttgart, 2014 in München sowie 2015, 2016 und 2017 in Berlin. Die Unternehmen mit dem besten Bildungs- und Talentmanagementsystemen werden in fünf Kategorien vergeben. In den Bereichen Dienstleistung und Gewerbe/Produktion werden jeweils kleine und mittelständische sowie Großunternehmen ausgezeichnet. Zusätzlich werden mit dem Innovationspreis besonders kreative Ansätze hervorgehoben. Im Bildungspreis 2017 wurden die Kategorien verändert. Drei Kategorien bezogen die Unternehmensgröße ein: kleine Unternehmen, mittlere Unternehmen und Großunternehmen. Zusätzlich zum Innovationspreis wurde 2017 zudem ein Preis vergeben, der exzellente Ausbildungsprojekte würdigte.
Der Bewerbungsprozess des Deutschen Bildungspreises steht allen Unternehmen und Institutionen sowie öffentlichen Verwaltungseinrichtungen, Sozial- und Gesundheitseinrichtungen offen, ist kostenfrei und umfasst einen Fragebogen und die Auditierung der Finalisten.
Wissenschaftler, Repräsentanten von Forschungsinstituten sowie Vertreter der Wirtschaft bilden den Beirat des Deutschen Bildungspreises, der die Qualität und Objektivität des Bewerbungs- und Auswahlprozesses sichern soll und über die Vergabe der Preise entscheidet. Mitglieder des Expertenbeirates des Deutschen Bildungspreises sind (Stand 2017):
- Sünne Eichler – Leiterin der Learntec
- Michael Gessler – Universität Bremen
- Barbara Hemkes – Bundesinstitut für Berufsbildung (BIBB)
- Wilfried Horn – Ehemaliger Director HR bei McDonald’s Deutschland Inc.
- Astrid Nelke – Deutscher Mittelstands-Bund (DMB)
- Kirsten Rudolph – PQ GmbH (Paritätische Gesellschaft für Qualität und Management)
- Jörg Schäfer – Deutsche Gesellschaft für Personalführung (DGfP)
- André Schleiter – Wissenschaftlicher Beirat im Demographienetzwerk DDN
- Melanie Schneider – Stifterverband für die Deutsche Wissenschaft
- Marc Solga – Universität Bochum

## Preisträger
Deutscher Bildungspreis 2013
- ThyssenKrupp Steel Europe – Gewerbe/Produktion Großunternehmen
- Profilmetall GmbH – Gewerbe/Produktion kleine/mittlere Unternehmen
- Landeshauptstadt München – Dienstleistung Großunternehmen
- ConVista Consulting AG – Dienstleistung kleine/mittlere Unternehmen
- DB Regio – Innovationspreis

Deutscher Bildungspreis 2014
- ThyssenKrupp Steel Europe – Gewerbe/Produktion Großunternehmen
- Loesche GmbH – Gewerbe/Produktion kleine/mittlere Unternehmen
- IBM – Dienstleistung Großunternehmen
- VR Bank Südpfalz – Dienstleistung kleine/mittlere Unternehmen
- Heiligenfeld GmbH – Innovationspreis
- conplement AG – Sonderpreis

Deutscher Bildungspreis 2015
- Dentsu Aegis Network – Dienstleistung Großunternehmen
- Dornseif Winterdienst mit System – Dienstleistung kleine/mittlere Unternehmen
- D+H Mechatronic AG – Produktion/Gewerbe kleine/mittlere Unternehmen
- AREVA GmbH – Produktion/Gewerbe Großunternehmen
- Bayer Business Services GmbH – Innovationspreis

Deutscher Bildungspreis 2016
- Motel One – Dienstleistung Großunternehmen
- WGfS GmbH (Wohngemeinschaft für Senioren) – Dienstleistung kleine/mittlere Unternehmen
- Wallstabe & Schneider GmbH – Produktion/Gewerbe kleine/mittlere Unternehmen
- AREVA GmbH – Produktion/Gewerbe Großunternehmen
- Lamilux GmbH – Innovationspreis
- Bundesagentur für Arbeit – Sonderpreis
- Porsche AG – Sonderpreis

Deutscher Bildungspreis 2017
- EVOMOTIV GmbH – kleine Unternehmen
- ConVista Consulting AG – mittlere Unternehmen
- Bundesagentur für Arbeit – Großunternehmen
- Liebherr Hausgeräte Ochsenhausen GmbH gemeinsam mit Develop-P – Ausbildungspreis
- Trumpf GmbH – Innovationspreis
- St. Gereon Seniorendienste gGmbH – Sonderpreis
- Polizeidirektion Hannover – Sonderpreis